# Julian Cole
Julian David Cole est un mathématicien et physicien américain né le 2 avril 1925 à Brooklyn, New York et mort le 17 avril 1999 à Albany dans l'état de New York. Il est connu pour ses travaux dans le domaine de l'aérodynamique, en particulier pour la transformation de Cole-Hopf,.

## Biographie
Après des études à l'université Cornell il soutient sa thèse au California Institute of Technology sous la direction de Paco Lagerstrom (en) en 1949. Avec celui-ci il fonde un groupe d'études pour les problèmes d'aérodynamique au Laboratoire d'aéronautique Guggenheim.
Par la suite il a été officier de liaison scientifique pour l'Office of Naval Research de Londres, scientifique chez Boeing, professeur à l'Université de Californie à Los Angeles (UCLA) et au Rensselaer Polytechnic Institute.

## Publications
- (en) J. Kevorkian et J. D. Cole, Perturbation Methods in Applied Mathematics, Springer-Verlag, 1981 (ISBN 978-0-387-90507-5)
- (en) George Bluman et J. D. Cole, Similarity methods for Differential Equations, Springer Verlag, 1974 (ISBN 978-0-387-90107-7)
- (en) J. D. Cole et L. P. Cook, Transonic Aerodynamics, Elsevier, 1986 (ISBN 0444568395)
- (en) J. Kevorkian et J. D. Cole, Multiple scale and singular perturbation methods, Springer-Verlag, 1996 (ISBN 978-0-387-94202-5)

## Distinctions
- Prix Theodore von Kármán (1984),
- Prix de dynamique des fluides de l'American Institute of Aeronautics and Astronautics,
- Prix de la National Academy of Sciences en mathématiques appliquées et analyse numérique,
- Fellow de l'American Academy of Arts and Sciences,
- Fellow de l'American Institute of Aeronautics and Astronautics,
- Fellow de l'American Physical Society,
- membre de la National Academy of Engineering (1976)[1],
- membre de la National Academy of Sciences.

Julian Cole a donné son nom au prix Julian Cole Lectureship du SIAM.

## Liens
- Ressources relatives à la recherche :   - Digital Bibliography & Library Project
  - Mathematics Genealogy Project
- Notices d'autorité :   - VIAF
  - ISNI
  - BnF (données)
  - IdRef
  - LCCN
  - GND
  - CiNii
  - Pays-Bas
  - Israël
  - NUKAT
  - Catalogne
  - Norvège
  - Tchéquie
  - Lettonie
  - WorldCat